# Maija Grotell
Maija Grotell est une céramiste finno-américaine, née à Helsinki le 19 août 1899 et morte à Pontiac (Michigan) le 6 décembre 1973.

## Biographie
Maija Grotell naît à Helsinki, en Finlande. Elle étudie la peinture, le design et la sculpture à l'école d'art industriel de la ville et travaille la céramique auprès de l'artiste-potier Alfred William Finch.   
En 1927, elle immigre aux États-Unis et participe à un cours d'été à l'université d'Alfred. Elle s'installe à New York et enseigne à la Henry Street Craft School,.   
En 1936, elle devient la première femme à remporter un prix au Ceramic National. Deux ans après, elle est nommée master craftsman par la Boston Society of Arts and Crafts.   
En 1938, Grotell rejoint Cranbrook et prend la direction du département de céramique de l'institution, où elle reste jusqu'à sa retraite, en 1966, formant ainsi de nombreux artistes tels Richard DeVore (en), Toshiko Takaezu, John Glick (en) ou Jeff Schlanger.   

## Œuvres

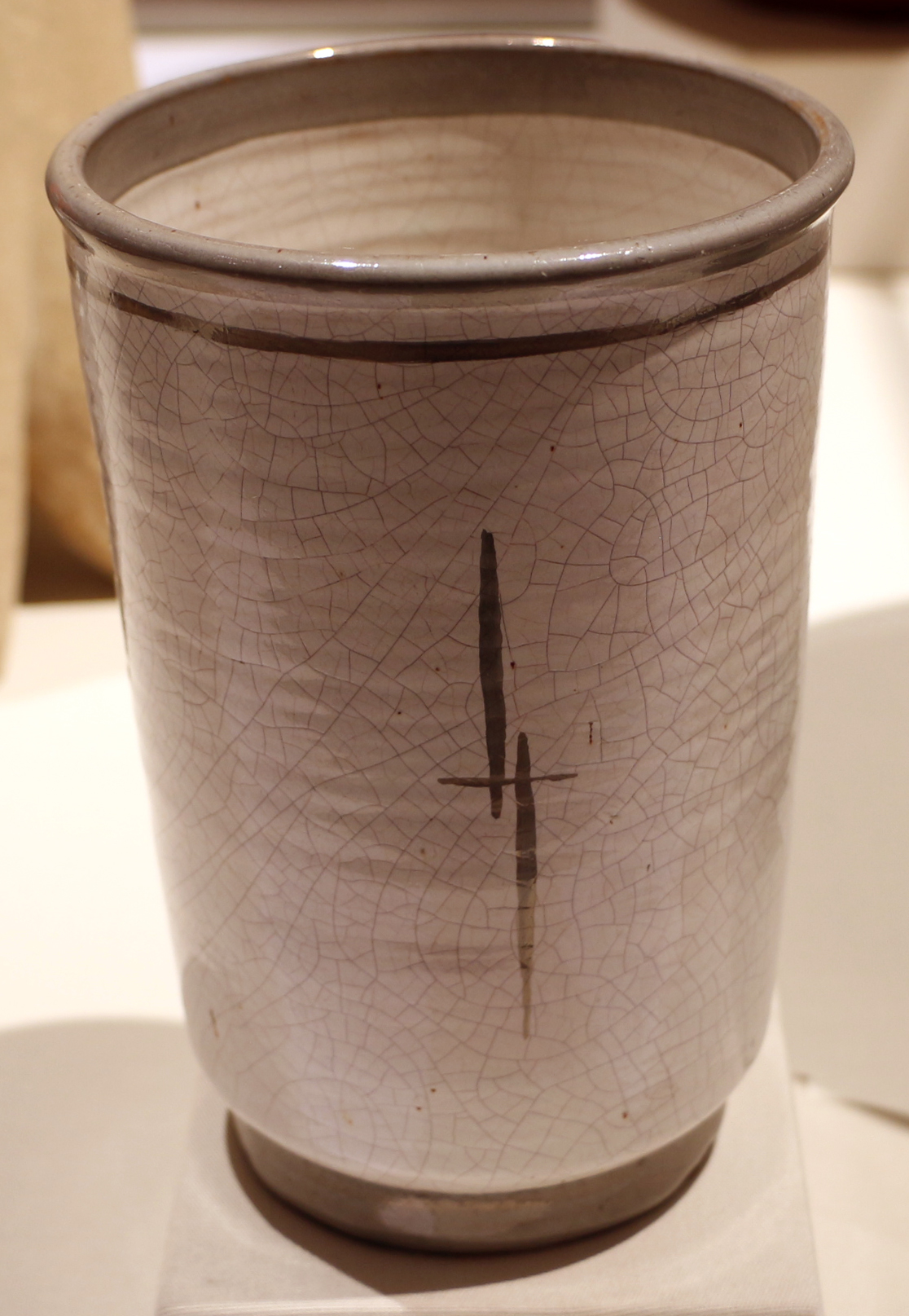
Vase de Maija Grotell (vers 1935).

Plusieurs de ses œuvres sont aujourd'hui conservées dans les collections de grands musées, notamment au Metropolitan Museum of Art.

## Hommages
En 2012, le cratère mercurien Grotell est nommé en son honneur.